# Kup Hrvatske u vaterpolu
Kup Hrvatske u vaterpolu se igra od 1992. godine.
Završnica hrvatskog kupa se obično igra početkom zime, odnosno, u prvoj godini vaterpolske sezone, tako da se, primjerice, završnica kupa za 1998/99. igra u prosincu 1998.

## Pobjednici i finalisti
| Sezona    | Osvajač Kupa      | Finalist             |
| --------- | ----------------- | -------------------- |
| 1992.     | Mladost (Zagreb)  | Jug (Dubrovnik)      |
| 1993.     | Mladost (Zagreb)  | Jug (Dubrovnik)      |
| 1994.     | Jug (Dubrovnik)   | Mladost (Zagreb)     |
| 1995.     | Primorje (Rijeka) | Jug (Dubrovnik)      |
| 1996.     | Jug (Dubrovnik)   | POŠK (Split)         |
| 1997./98. | Mladost (Zagreb)  | POŠK (Split)         |
| 1998.     | Mladost (Zagreb)  | Bellevue (Dubrovnik) |
| 1999.     | POŠK (Split)      | Jug (Dubrovnik)      |
| 2000.     | Jug (Dubrovnik)   | Mladost (Zagreb)     |
| 2001.     | Mladost (Zagreb)  | Jug (Dubrovnik)      |
| 2002.     | Jug (Dubrovnik)   | Primorje (Rijeka)    |
| 2003.     | Jug (Dubrovnik)   | Jadran (Split)       |
| 2004.     | Jug (Dubrovnik)   | Mladost (Zagreb)     |
| 2005.     | Mladost (Zagreb)  | Jug (Dubrovnik)      |
| 2006./07. | Jug (Dubrovnik)   | Mladost (Zagreb)     |
| 2007./08. | Jug (Dubrovnik)   | Mladost (Zagreb)     |
| 2008./09. | Jug (Dubrovnik)   | Mladost (Zagreb)     |
| 2009./10. | Jug (Dubrovnik)   | Mladost (Zagreb)     |
| 2010./11. | Mladost (Zagreb)  | Primorje (Rijeka)    |
| 2011./12. | Mladost (Zagreb)  | Jug (Dubrovnik)      |
| 2012./13. | Primorje (Rijeka) | Jug (Dubrovnik)      |
| 2013./14. | Primorje (Rijeka) | Jug (Dubrovnik)      |
| 2014./15. | Primorje (Rijeka) | Mladost (Zagreb)     |
| 2015./16. | Jug (Dubrovnik)   | Primorje (Rijeka)    |
| 2016./17. | Jug (Dubrovnik)   | Mladost (Zagreb)     |
| 2017./18. | Jug (Dubrovnik)   | Jadran (Split)       |
| 2018.     | Jug (Dubrovnik)   | Mladost (Zagreb)     |
| 2019.     | Mladost (Zagreb)  | Jug (Dubrovnik)      |
| 2020.     | Mladost (Zagreb)  | Jug (Dubrovnik)      |
| 2021.     | Jadran (Split)    | Jug (Dubrovnik)      |

Napomene: 

Imena klubova su navedena kao njihova uobičajena imena, iako su osvajali prvenstvo i kup i pod drugim imenima.

### Uspješnost klubova
| Klub                 | Osvajač Kupa                                                                                     | Ukupno | Finalist kupa                                                                      | Ukupno | Ukupno završnica |
| Jug (Dubrovnik)      | 1994., 1996., 2000., 2002., 2003., 2004., 2006., 2007., 2008., 2009., 2015., 2016., 2017., 2018. | 14     | 1992., 1993., 1995., 1999., 2001., 2005., 2011., 2012., 2013., 2019., 2020., 2021. | 12     | 26               |
| Mladost (Zagreb)     | 1992., 1993., 1997./98., 1998., 2001., 2005., 2010., 2011., 2019., 2020.                         | 10     | 1994., 2000., 2004., 2006., 2007., 2008., 2009., 2014., 2016., 2018.               | 10     | 20               |
| Primorje (Rijeka)    | 1995., 2012., 2013., 2014.                                                                       | 4      | 2002., 2010., 2015                                                                 | 3      | 7                |
| POŠK (Split)         | 1999.                                                                                            | 1      | 1996., 1997./98.                                                                   | 2      | 3                |
| Jadran (Split)       | 2021.                                                                                            | 1      | 2003., 2017.                                                                       | 2      | 3                |
| Bellevue (Dubrovnik) |                                                                                                  |        | 1998.                                                                              | 1      | 1                |

- pobjednici su prikazani za kalendarsku godinu u kojoj se odvijalo natjecanje za Kup.

## Vanjske poveznice
- hvs.hr